# Massimiliano Spinola

Stemma Spinola

Massimiliano Spinola (Pézenas, ottobre 1780 – Tassarolo, 12 novembre 1857) è stato un entomologo italiano.

## Biografia
La famiglia di Spinola era di grande blasone e aveva grande potere e ricchezze a Genova. Massimiliano Spinola era discendente di un famoso generale spagnolo Ambrogio Spinola, (1569-1630) e la gran parte delle sue ricchezze derivava dalle terre ereditate in Spagna e Sudamerica, da dove ricevette molti insetti.
Egli si dedicò anche alla collezione di moltissimi e cari esemplari di appariscenti insetti come scarafaggi e vespe tropicali. I suoi contributi entomologici furono soprattutto negli ordini dei Coleoptera, Hymenoptera e Hemiptera.
Spinola diede un importante contributo all'entomologia, descrivendo la  tassonomia di moltissime specie di insetti, specialmente nell'opera Spinola M. M., 1850.Tavola sinottica dei generi spettani all classe degli insetti Arthroidignati, Hemiptera Linn., Latr. - Rhyngota Fab. - Rhynchota Burm. Memoria del Socio Attuale signor Marchese Massimiliano Spinola Modena, Dal tipi delle R.D. Camera. Soc. Ital. Sci., T.25, pt.1: 138 pp.
È citato, come Conte Massimiliano Spinola, come membro ordinario della Società Entomologica di Londra nel primo volume della società di transazioni pubblicata nel 1836.
Le collezioni di Spinola dei Coleoptera (con tipi biologici acquistati da Dejean), degli Hymenoptera (con tipi acquistati da Audinet-Serville e Lepeletier), degli Heteroptera e Homoptera sono attualmente conservati a Torino nel Museo Regionale di Scienze Naturali. La maggior parte dei suoi tipi biologici sono ancora esistenti e in buone condizioni.

## Opere
- Insectorum Liguriæ Species Novæ aut Rariores, quas in agro Ligustico nuper detexit, descripsit, et iconibus illustravit Maximilianus Spinola..., volume 1, Genova, 1806.
- Insectorum Liguriae species novae aut rariores, quae in agro Ligustico nuper detexit, descripsit et iconibus illustravit Maximilianus Spinola, adjecto Catalogo spiecierum auctoribus jam enumeratarum, quae in eadam regione occurrunt, vol. 2, Gravier, Genova, 1808.
- Compte rendu des hyménoptères recueillis par M. Fischer pendant son voyage en Égypte, et communiqués par M. le Docteur Waltl à Maximilien Spinola, in «Annales de la Société Entomologique de France», 1839, 7, pp. 437–546.
- Essai sur les Fulgorelles, sous-tribu de la tribu des Cicadaires, ordre des Rhynchotes, in «Annales de la Société Entomologique de France», 1839, 8, pp. 133–137 e 339-454.
- Sur quelques Hyménoptères peu connus, recueillis en Espagne, pendant l'année 1842, par M. Victor Ghiliani, voyageur-naturaliste, in «Annales de la Société Entomologique de France», 1843, (2), 1, pp. 111–144.
- Hymenópteros in C. Gay, Historia Fisica y Politica de Chile. Zoologia, vol. 6, Parigi, Casa del autor, 1851, pp. 153–569.
- 1853. Compte rendu des hyménoptères inédits provenants du voyage entomologique de M. Ghiliani dans le Para en 1846, in «Memorie della Reale Accademia della Scienze di Torino», 1853, (2), 13, pp. 19–94.

| Spinola è l'abbreviazione standard utilizzata per le specie animali descritte da Massimiliano Spinola. Categoria:Taxa classificati da Massimiliano Spinola |